# Marcus (praenomen)
Marcus (Afk: M.) (niet te verwarren met Manius, dat wordt afkort als M'.) was een populair Romeins praenomen. Het betekent zoiets als "aan Mars gewijd". Het werd oorspronkelijk gegeven aan jongetjes geboren in de maand Maart. Er zijn veel beroemde en beruchte Romeinen die deze praenomen droegen:
- Marcus Porcius Cato Censorius maior, berucht Romeins senator;
- Marcus Pacuvius, Romeins tragediedichter én kunstschilder;
- Marcus Porcius Cato Uticensis minor, kleinzoon van de eerste en al even berucht;
- Marcus Licinius Crassus, derde lid van het Eerste triumviraat;
- Marcus Junius Brutus, moordenaar van Julius Caesar;
- Marcus Aurelius Cotta, consul;
- Marcus Tullius Cicero, Romeins redenaar, politicus, advocaat en filosoof;
- Marcus Antonius, Caesars magister equitum en Octavianus' politieke rivaal;
- Marcus Terentius Varro Reatinus, Romeinse wetenschapper en schrijver;
- Marcus Vipsanius Agrippa, schoonzoon van Augustus;
- Marcus Vipsanius Agrippa Postumus, postuum geboren zoon van de vorige;
- Marcus Aemilius Lepidus, verscheidene leden van de gens Aemilia;
- Marcus Claudius Marcellus, verscheidene leden van de gens Claudia;
- Marcus Salvius Otho, Romeins keizer in 69;
- Marcus Fabius Quintilianus, Romeins schrijver en redenaar;
- Marcus Cocceius Nerva, Romeins keizer van 96 tot 98;
- Marcus Ulpius Traianus, Romeins keizer van 98 tot 117;
- Marcus Annius Verus, Romeins consul in 121 en 126;
- Marcus Aurelius, geboren als Marcus Annius Verus, Romeins keizer van 161 tot 180;
  - Marcus Annius Verus (kroonprins), kroonprins onder zijn vader van 166 tot 169 of 170;
- Marcus Severus Didius Iulianus, Romeins keizer van 28 maart tot 2 juni 193;
- Marcus Opellius Macrinus, Romeins keizer van 8 april 217 tot 8 juni 218;
- Marcus Clodius Pupienus Maximus, medekeizer in 238;
- Marcus Aurelius Marius, Romeins keizer van het Gallische keizerrijk tot 269;
- Marcus Cassianius Latinius Postumus, Romeins keizer van het Gallische keizerrijk van 260 tot 269;
- Marcus Pavonius Victorinus, Romeins keizer van het Gallische keizerrijk van 269 tot 271;
- Marcus Claudius Tacitus, Romeins keizer van 275 tot 276;
- Marcus Aurelius Mausaeus Carausius, Romeins heerser en onrechtmatig koning van Britannia en Noord-Gallia van 286 tot 293;
- Marcus Aurelius Valerius Maximianus Herculius, Romeins keizer van 286 tot 305.
- Marcus (zoon van Basiliscus), opstandig keizer van het Oost-Romeinse rijk van 475 tot 476.
- Marcus (Britannia), tot keizer benoemd in Britannia (406)